# In Another Country
In Another Country (다른 나라에서) è un film del 2012 diretto da Hong Sang-soo. Il film ha preso parte al Festival di Cannes 2012 nel concorso ufficiale.

## Trama
Una giovane e sua madre si trovano nei pressi di una spiaggia della Corea del Sud, in apprensione per effetto di un qualche evento non precisato che le ha messe in fuga. La mamma rassicura la figlia che poi comincia a scrivere la bozza di una sceneggiatura. Usando come ambientazione la stessa spiaggia di Mohang, nella quale si trova, la ragazza definisce tre situazioni distinte nelle quali alcuni elementi si mantengono costanti e altri variano.
Le tre brevi storie, in sequenza, hanno per protagonista la francese Anne di passaggio in Corea. In un caso la donna è una regista di successo che incontra un collega locale che la corteggia nonostante abbia una moglie gelosa e in procinto di partorire, in un altro caso è un'imprenditrice in attesa del suo amante coreano, nell'ultimo è una ricca donna lasciata dal marito e in cerca di risposte.
Il tema dell'infedeltà, l'attrazione verso l'avvenente giovane bagnino e alcune piccole situazioni come il ricorso all'ombrello per via della pioggia, la ricerca del piccolo faro, la passeggiata verso l'emporio con la ragazza che le affitta l'alloggio, ricorrono in tutte e tre le storie e costituiscono dei pretesti per rimarcare analogie e differenze fra le diverse Anne, con il mutato comportamento di questa e conseguenti sviluppi.

## Distribuzione
Il film è stato proiettato per la prima volta a Cannes il 21 maggio 2012, dove era in concorso nella selezione ufficiale del Festival. Dal 31 maggio successivo è stato distribuito in Corea del Sud. In Italia è andato in onda su Rai 5 il 1º marzo 2016.